# Free Lossless Audio Codec
FLAC är en förkortning för Free Lossless Audio Codec och är ett digitalt dataformat för komprimerad lagring av ljud, utan att någon information går förlorad; så kallad icke-förstörande komprimering. FLAC-formatet har stöd för flera olika antal ljudkanaler, bland andra stereo (2) och surround (5.1). Formatet bygger på öppen källkod, till skillnad från många andra proprietära filformat som MP3, WMA och AAC.

## Komprimering
Komprimering med FLAC resulterar i något större filstorlekar än vid förstörande komprimering med hjälp av till exempel MP3 eller Ogg Vorbis, men eftersom ingen ljudinformation kastas bort i processen så kan man återskapa ljudfilen med samma ljudkvalitet som före komprimeringen – något som inte är möjligt vid användandet av förstörande komprimering. 
FLAC skiljer sig från andra mer generella icke-förstörande komprimeringsalgoritmer, som rar, zip och gzip, på så sätt att det är optimerat för komprimering av just ljudfiler. Om ett CD-spår komprimeras med Zip minskas filstorleken med 10–20 %, medan FLAC med bibehållen kvalitet ofta uppnår komprimeringsgrader på 30–50 %.
Huruvida någon hörbar skillnad finns mellan förstörande och icke-förstörande komprimering av ljud är tämligen individuellt, vilket gör FLAC lämplig till både arkivering och vardagslyssnande i bärbara mediaspelare.